# Viendra Le Temps du Feu
『Viendra le temps du feu』（和訳『いづれ来たる炎の時』（いづれきたるほのおのとき）の意、原題：Viendra le temps du feu）は、ウェンディー・デロームが2021年に発表した第6作目の長編小説である。

## あらすじ
主に、Éve（エヴ）とLouise（ルイーズ）の二つの世界の物語が交互に進行する。
Éveの世界では、各々の祖国から逃れてきた「彼女たち」が森で難民コロニーを形成している。コロニーの「彼女たち」は採掘作業に従事し、地下に複数のギャラリーを建設していた。ある日、外部勢力による「彼女たち」への攻撃ののち、森で大規模な地滑りが発生すると、多くの「彼女たち」が巻き込まれてしまう。出産を機にコロニーを去っていたÉveが「彼女たち」の思い出を回想するほか、地滑りにより生き埋めになったRosa（ローザ）による手記などにより、コロニーの実態が明らかになっていく。
Louiseの世界では、Louiseは昼にスーパーマーケットで着ぐるみ業務をする一方で、夜は「Gentleman’s Club」というバーレスクでストリッパーをしている。ある日、彼女はバーレスクの地下で、発禁処分されている書籍を大量に発見する。それらの書籍に興味を惹かれたLouiseは、当初は秘密裡に読み進めていたが、夫のRaphaël（ラファエル）に書籍の存在を打ち明けて以降は、二人で書籍を読み進めていくようになる。

## 登場人物
- Éve（エヴ） - 主要な語り手、「彼女たち」のメンバーだったが出産を機にコロニーを去る。

- Louise（ルイーズ） - 主要な語り手、昼は着ぐるみ業務、夜はストリッパーを務める。

- Raphaël（ラファエル） - Louiseの夫

- Louve（ルーヴ） - 「彼女たち」のメンバー、Éveと親密な仲。

- Rosa（ローザ） -  「彼女たち」の初期メンバー、地滑りに巻き込まれる。

- Grâce（グレイス） - 「彼女たち」のメンバー

- Francesca（フランチェスカ） - 「彼女たち」の一員

- L’enfant（こども） - Éveの息子

## 作中に引用される作品一覧[1]
- Les Guérillères, Monique Wittig, 2019(1969) - ルイーズが Gentleman’s Club で発見した書籍
- Lettres à un jeune poète, Rainer Maria Rilke, 1937 - ラファエルが母親への二枚目の手紙で引用
- C’est de l’eau, David Foster Wallace, 2015(2005) - ラファエルが母親への四枚目の手紙で引用
- Ronde de nuit, Sarah Waters, 2006 - ラファエルが母親への六枚目の手紙で引用
- Chronique des oubliés, Velibor Čolić, 1996(1994) - ローザが手記で引用
- Un appartement sur Uranus, Paul Preciado, 2019 - 「lettres des uraniens」として引用

## 書誌情報
- Viendra le temps du feu, Wendy Delorme, Éditions Cambourakis Arléa、2021年、ISBN 9782366245578